# 대한민국 민법 제928조
대한민국 민법 제928조는 친권자가 없거나 있어도 제대로 권리를 행사하지 못하는 미성년자에게 후견인을 두도록 하는 민법 친족법의 조문이다.

## 조문
제928조(미성년자에 대한 후견의 개시)미성년자에 대하여 친권자가 없거나 친권자가 법률행위의 대리권 및 재산관리권을 행사할 수 없는 때에는 그 후견인을 두어야 한다.

## 같이 보기
- 후견